# دیوار مرزی

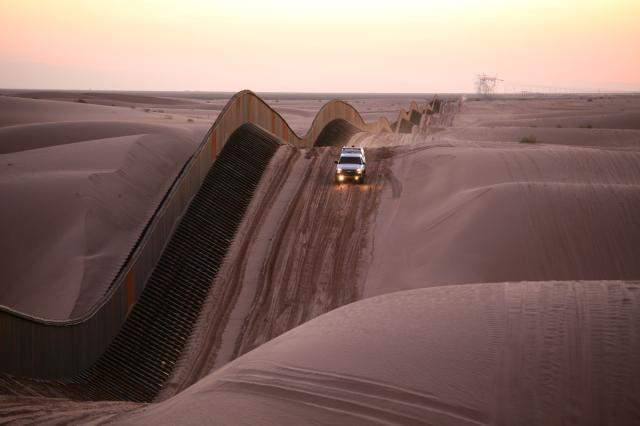
دیوار مکزیک و ایالات متحده در کالیفرنیا

دیوار مرزی (به انگلیسی: Border barrier) یا حصار مرزی (border fence) یک دیوار جداکننده است که در امتداد یا نزدیک یک مرز بین‌المللی قرار دارد. چنین موانعی معمولاً برای اهداف کنترل مرزی مانند مهار مهاجرت غیرقانونی، قاچاق انسان و قاچاق کالا ساخته می‌شوند. برخی از این دیوارها به دلایل دفاعی یا امنیتی ساخته می‌شوند. در موارد مناقشه یا مرز نامشخص، ایجاد یک دیوار می‌تواند عملاً به عنوان تحکیم یکجانبه یک اختلاف سرزمینی عمل کند که می‌تواند جانشین تحدید حدود رسمی شود. دیوار مرزی معمولاً محل مرز واقعی را نشان نمی‌دهد و معمولاً به صورت یک‌سویه توسط یک کشور بدون موافقت یا همکاری کشور دیگر ساخته می‌شود.

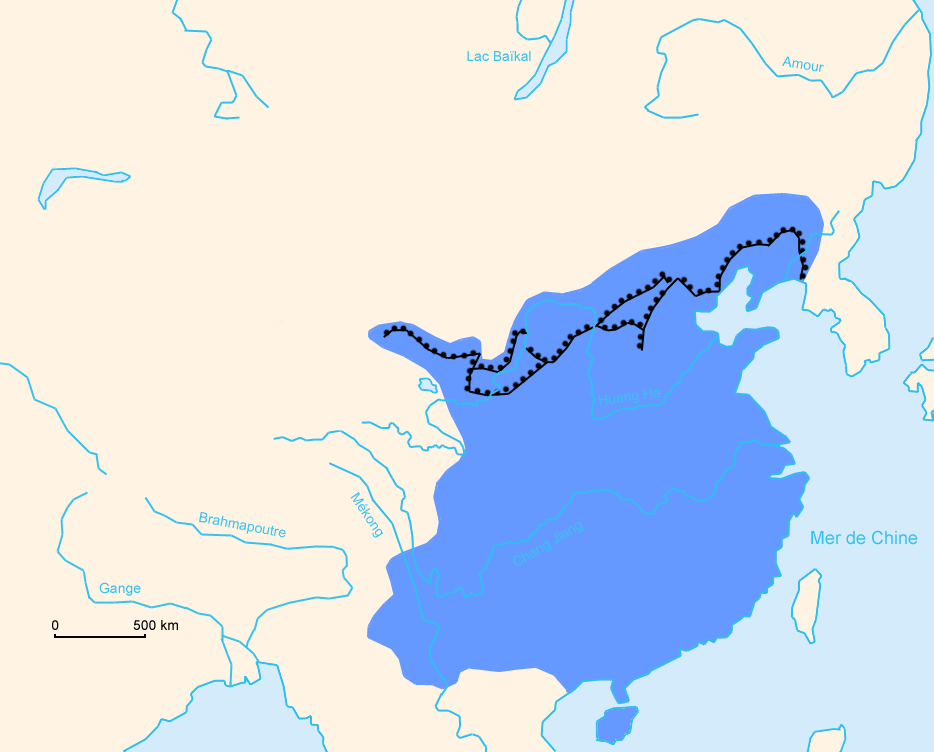
امتداد دودمان مینگ و دیوارهای آن، که بیشتر آنچه را که امروزه دیوار بزرگ چین نامیده می‌شود، تشکیل می‌دهد.